# Josh Groban
Joshua Winslow Groban (Los Angeles, 27 de fevereiro de 1981) é um cantor, compositor e ator norte-americano. Seus primeiros quatro álbuns de carreira solo foram certificados em platina múltipla, tendo sido considerado o maior artista em venda de discos nos Estados Unidos no ano de 2007, com mais de 22 milhões de cópias vendidas no país. Em 2012, Groban havia alcançado a marca de 25 milhões de álbuns vendidos em todo o mundo.
Filho de uma professora e um empresário, Groban iniciou sua carreira artística como ator, mudando para a música quando sentiu que sua voz havia se desenvolvido. Groban frequentou o prestigioso Los Angeles County High School for the Arts, onde recebeu educação conservadora.
Em 1998, Groban foi convidado por David Foster para substituir o tenor italiano Andrea Bocelli durante um ensaio com a cantora canadense Céline Dion para o Grammy Awards daquele ano. Logo em seguida, Groban foi convidado ao programa de entrevistas de Rosie O'Donnell, ganhando projeção nacional. No ano seguinte, performou na cerimônia de posse de Gray Davis como Governador da Califórnia.

## Biografia
Considerado um dos cantores mais expressivos dos Estados Unidos da América, Josh Groban faz uma mistura de música clássica com o pop, resultando num som ímpar; com seus singelos 1,77 m, traz consigo não só a firmeza de uma voz madura mas a jovialidade de um rapaz que consegue tocar-nos com sua música.
Estudante da Bridges Academy ele estudava teatro após o período normal de aulas. Entre 1997 e 1998 ele passou a ter aulas de canto fora da escola, além de a frequentar a Interlochen Center for the Arts, em Michigan, onde recebeu seu diploma em Teatro Musical (Music Theatre). Em 1998 Josh Groban foi apresentado ao arranjador, produtor e ganhador do Grammy David Foster com quem trabalhou como cantor de ensaios para vários eventos, incluindo a posse de Gray Davis como governador da Califórnia em janeiro de 1999 e, no mesmo ano, o Grammy Awards- cantando com Céline Dion a música The Prayer. Vale ressaltar que, nesta época, ele tinha apenas 17 anos. Ele até tentou estudar Drama na Carnegie Mellon University, mas largou a faculdade após apenas 4 meses de curso.

## Carreira

### 1998–2001: Estreia e rumo ao sucesso
No fim de 1998, o então adolescente Groban foi apresentado por seu treinador vocal, Seth Riggs, ao produtor canadense David Foster e o futuro empresário Brian Avnet. À época, Groban não possuía experiência em estúdio e estava em preparação para ingressar na Universidade Carnegie Mellon. Groban e Foster já havia colaborado em performances públicas, como a cerimônia de posse de Gray Davis como governador da Califórnia e no Grammy Awards de 1999, quando o jovem cantor substituiu o tenor italiano Andrea Bocelli num ensaio com Céline Dion. Segundo seu empresário, Groban esteve muito nervoso por substituir uma figura tão emblemática da música como Bocelli e teve de ser convencido a fazê-lo, porém sua performance rendeu-lhe uma aparição no programa de talk show de Rosie O'Donnell. Tamanho o sucesso de sua participação, Groban foi convidado a atuar na série televisiva Ally McBeal. O personagem Malcolm Wyatt, criado especialmente para Groban, tornou-se tão popular entre os admiradores da série que o cantor recebeu mais de 8 mil recados de e-mail pedindo seu retorno na temporada seguinte.
Pouco tempo depois, Groban recebeu uma proposta de contrato com a Warner Records através do selo 143 Records, de David Foster. Avnet relatou que a gravadora esteve receosa de firmar acordo com o cantor por "temer não conseguir emplacar uma voz como aquela nas rádios". Explicando seus motivos ao contratar o artista, Foster descreveu: "Eu amo sua habilidade natural nos cenários de rock e pop, mas eu amo ainda mais o seu senso de clássico. Ele é uma verdadeira força musical a ser reconhecida". Sob a influência de Foster, o primeiro trabalho do cantor foi voltado ao material clássico italiano, incluindo canções como "Gira con me questa notte" e "Alla luce del sole".
Em 2000, Groban participou do álbum ao vivo La Luna: Live in Concert da soprano inglesa Sarah Brightman, cantando a canção "There For Me". No ano seguinte, dividiu os vocais com Lara Fabian em "For Always", parte da trilha sonora de A.I.: Artificial Intelligence. Nos anos seguinte, Groban dedicou-se a diversos projetos beneficiários, ao lado de figuras da música como Elton John, Stevie Wonder, Don Henley e Robin Williams.

### 2002–2005:Closer

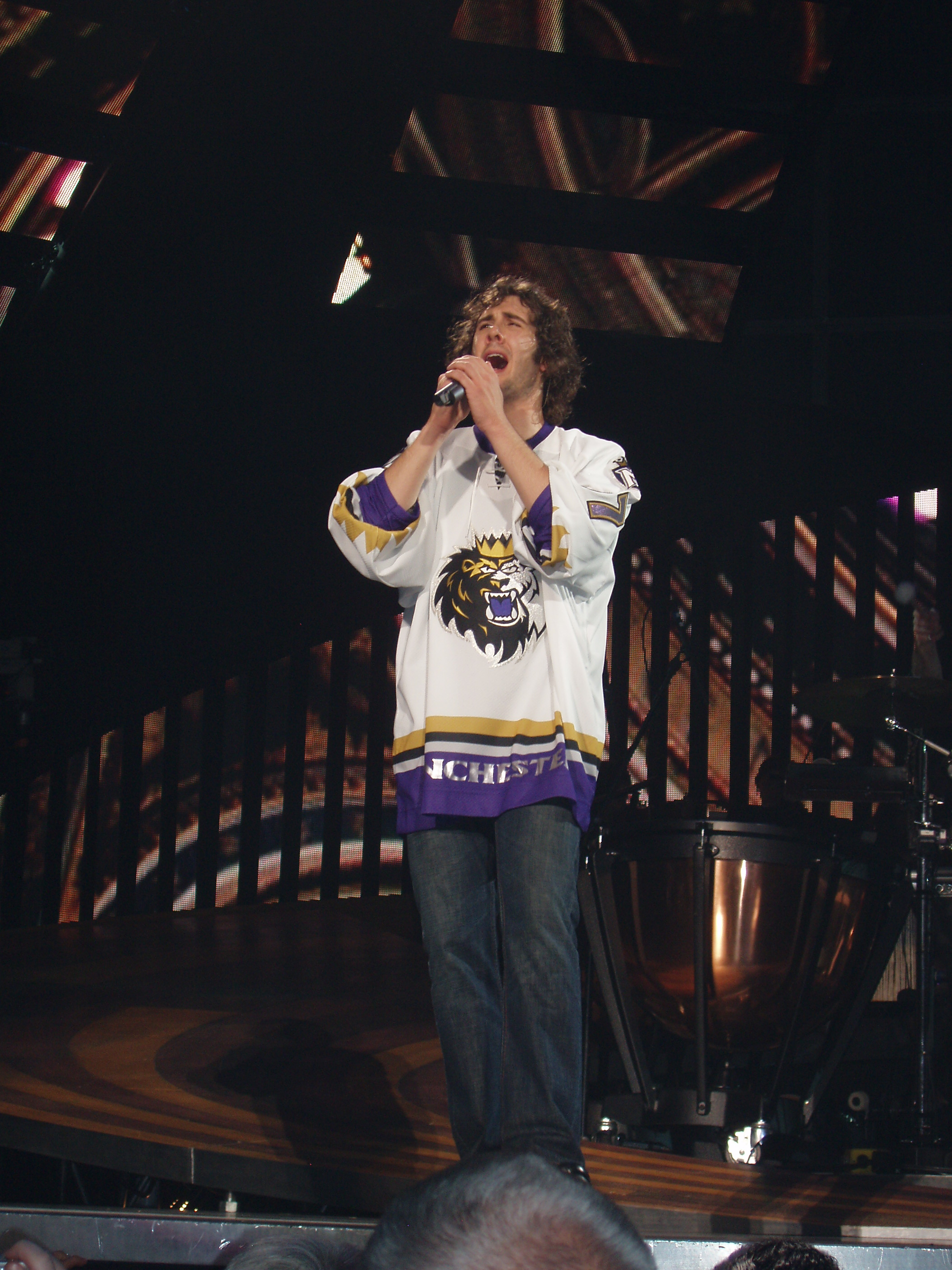
Groban em performance na Verizon Wireless Arena, Manchester, 2007

Em 24 de fevereiro de 2002, Groban performou a canção "The Prayer" ao lado de Charlotte Church na cerimônia de encerramento dos Jogos Olímpicos de Inverno de Salt Lake City. Em novembro do mesmo ano, lançou seu especial televisiva pela PBS intitulado Josh Groban In Concert, e em dezembro, dividiu o palco com Sissel Kyrkjebø na cerimônia do Nobel da Paz e juntou-se a Ronan Keating, Sting e Lionel Richie numa performance natalina no Vaticano.
Closer, seu segundo álbum de estúdio, foi lançado em 11 de novembro de 2003. Em entrevista, Groban declarou que este projeto refletia melhor sua personalidade e que o público poderia formar uma noção melhor de sua pessoa ao ouvi-lo.
| “ | O que a maioria do público conhece de mim é através de minha música. Até então, tenho tentado abrir esta porta ao máximo possível. Estas canções são um passo enorme para mais perto de quem eu realmente sou e do que minha música é. Por isso, o título. | ” |

Dois meses após o lançamento, o álbum Closer ascendeu da 11.ª para a 1.ª posição na Billboard. Em março de 2004, a versão de "You Raise Me Up" tornou-se a terceira canção mais popular das paradas musicais de adult contemporary. No fim do mesmo ano, Groban realizou uma performance de "Remember", em dueto com a cantora macedônia Tanja Carovska, para a trilha sonora do filme Troia; além disso, sua canção "Believe" entrou para a trilha sonora do filme animado The Polar Express, estrelado por Tom Hanks.
No verão de 2004, Groban regressou ao Interlochen Center for the Arts para uma performance e palestra com habitantes locais. Em 30 de novembro, lançou Live At The Greek, seu segundo álbum ao vivo. Ainda no mesmo ano, Groban realizou uma performance de "Remember When It Rained", acompanhado de uma orquestra na edição do American Music Awards em que foi indicado ao prêmio de Artista Favorito. No ano seguinte, por sua versão de "Believe", os compositores Glen Ballard e Alan Silvestri foram indicados ao Óscar de Melhor Canção Original e receberam um Grammy de Melhor Canção para Mídia Visual.

### 2010–2015:IlluminationseAll That Echoes

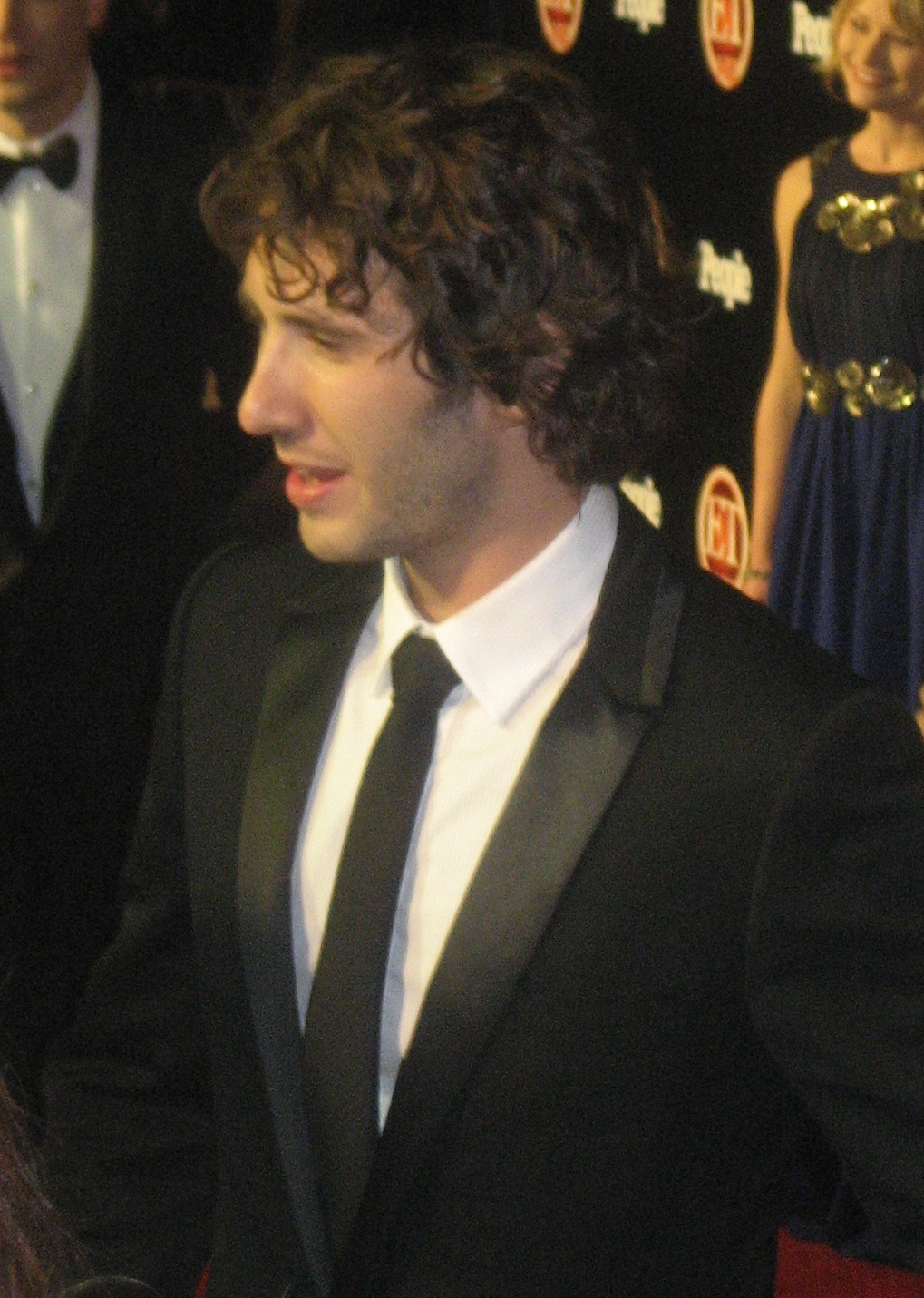
Groban em 2008, na cerimônia do Emmy no Walt Disney Concert Hall

Groban finalizou a produção de seu quinto álbum de estúdio, intitulado Illuminations. O álbum foi lançado em 15 de novembro de 2010. A maioria das canções giram em torno de "situações específicas que vivi quando houve um amor e este fracassou", relatou o cantor ao The New York Times, acrescentando que "outras canções são sobre conquistas, não apenas para funcionar." Groban compôs 11 das 13 faixas do álbum. O primeiro single, "Hidden Away", foi disponibilizado para download digital pelo Facebook em 8 de setembro. "Para mim, sentar ao piano em uma sessão com alguns músicos de Johnny Cash — isto foi totalmente novo para mim (...) E acho que esta empolgação foi para a gravação". Em 12 de outubro, a canção em português "Você Existe Em Mim" foi lançada como segundo single através do iTunes. A canção foi composta pelo percussionista e cantor brasileiro Carlinhos Brown. O jornal Washington Post observou que o álbum "não é uma revelação, mas oferece uma perfeitamente fina e amável noção do que representa um artista pop clássico em meio ao crossover". Iniciando em 12 de maio e continuando até dezembro de 2011, Groban ingressou em uma turnê internacional de promoção do álbum Illuminations, passando por países da Europa e África do Sul.
No dia 5 de fevereiro de 2013, dois anos após seu último trabalho em estúdio, Groban lançou o álbum All That Ecoes, que estreou em primeiro lugar com vendas acima de 141 mil cópias. Groban promoveu o álbum através de um turnê realizada ao longo daquele ano. No ano seguinte, no entanto, embarcou na turnê Summer Symphony Tour. O álbum teve como singles "Brave", composta pelo próprio Groban em parceria com Tawgs Salter e Chantal Kreviazuk e que atingiu a 13.ª posição na Billboard Adult Contemporary, e "I Believe (When I Fall in Love It Will Be Forever)", originalmente gravada por Stevie Wonder para seu álbum Talking Book, de 1972.
Em março de 2015, Groban anunciou através de sua página oficial no Facebook o lançamento de seu novo álbum Stages, consistindo em regravações de famosas canções de musicais da Broadway. O álbum foi lançado oficialmente em 28 de abril daquele ano, tornando-se um grande sucesso comercial. Stages emplacou em 1.º lugar nas paradas musicais do Reino Unido e Nova Zelândia e figurou entre os cinco álbuns mais vendidos no Canadá, Austrália, Bélgica e Estados Unidos, sendo certificado em ouro em todos estes países pelas vendas superiores a 500 mil cópias.

### 2010–2015: Estreia na Broadway eBridges
Em 18 de outubro de 2016, Groban se apresentou no musical Natasha, Pierre & The Great Comet of 1812, de Dave Malloy, sendo esta sua estreia na Broadway. Por sua performance como Pierre Bezukhov, Groban foi indicado ao Tony Award de Melhor Ator em Musical. No mesmo ano, gravou a canção "Evermore" para a trilha sonora de Beauty and the Beast.
Em 29 de junho de 2018, Groban anuncia em suas redes sociais o lançamento de seu novo disco, "Bridges", em 21 de setembro do mesmo ano, a ser lançado pela Reprise Records. Em seu repertório, haverá tanto faixas inéditas quanto covers (entre os quais, um de "S'il suffisait d'aimer", de Céline Dion). Entre outubro e novembro, ele estará empenhado em uma série de concertos ao vivo com a também cantora Idina Menzel.

## Voz
A voz de Groban têm sido descrita de diversas maneiras pela crítica especializada, sendo que alguns críticos definem o artista como um tenor enquanto outros o enquadram como barítono. Em performance, a música de Groban abrange tão baixo quanto G2 (como nas canções "To Where You Are" e "Higher Window") chegando até B4 (como pode ser constatado em sua performance de "The Duel"). Tais alcances colocam sua potência vocal abaixo de tenor, mas também pouco acima de barítono.
No entanto, não há uma forma oficial de classificação vocal na música popular. A questão está no fato de que termos clássicos são aplicados para descrição de não somente classificações vocais, mas timbres específicos às classificações e produzidos através de técnicas de canto lírico, as quais cantores populares não estão inseridos. Em um artigo de 2002 do The New York Times, Groban declarou-se um "tenor em treinamento". Meses depois, em participação no programa televisivo The Late Show with David Letterman, afirmou ser "um barítono".

## Discografia

### Álbuns de estúdio
- Josh Groban (2001)
- Closer (2003)
- Awake (2006)
- Noël (2007)
- Illuminations (2010)
- All That Echoes (2013)
- Stages (2015)
- Bridges (2018)

## Filmografia
- Crazy, Stupid, Love. (2011)
- Coffee Town (2013)
- Muppets Most Wanted (2014)
- The Hollars (2016)
- The Good Cop (2018)